# Sylvestr Krnka
Sylvestr Krnka (29. prosince 1825 Velký Bor u Horažďovic – 4. ledna 1903 Michle ) byl český puškař a vynálezce.

## Život

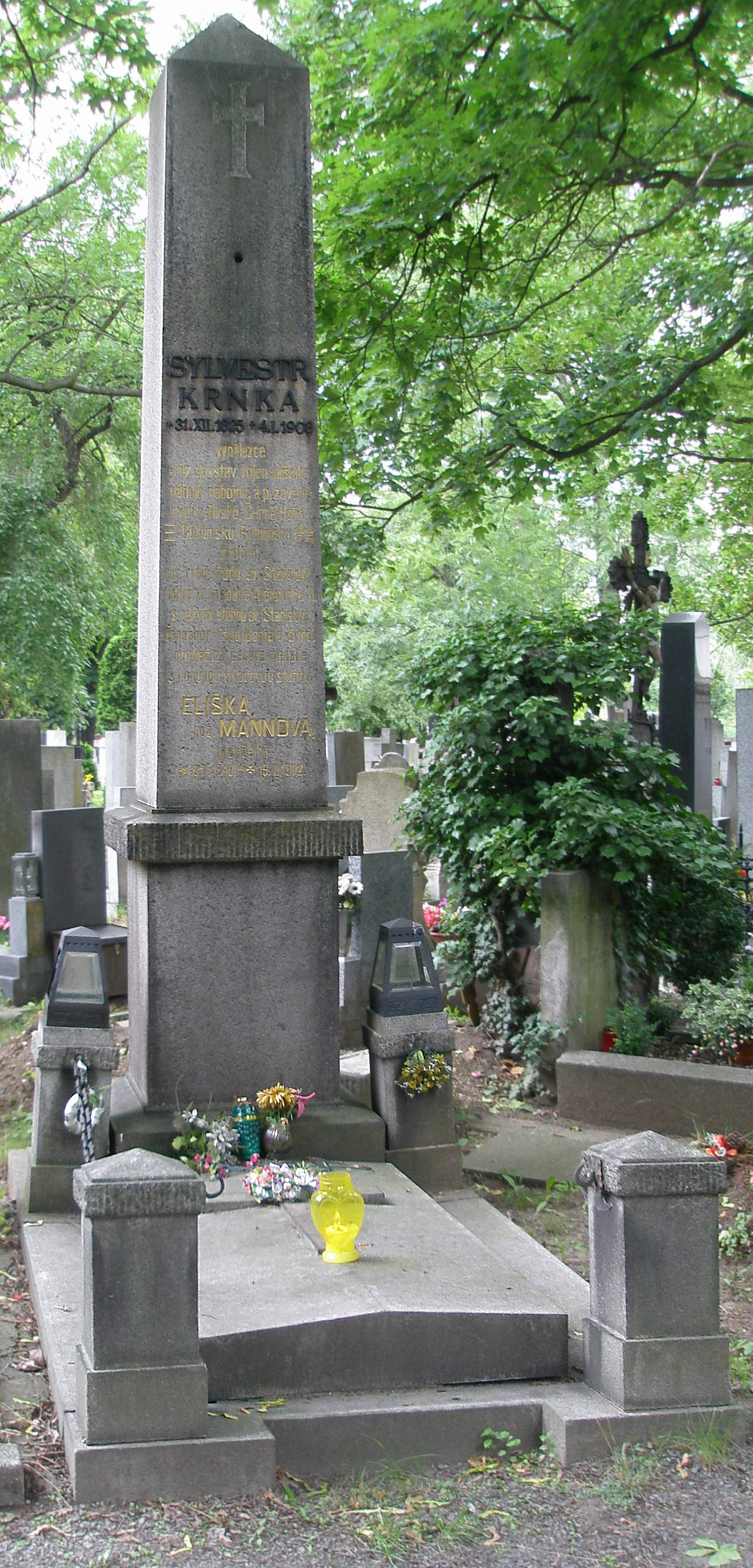
Náhrobek Sylvestra Krnky na hřbitově Nusle

Narodil se jako nejmladší z deseti dětí v rodině vesnického koláře a domkáře Františka Šrámka, řečeného Krnka, a jeho manželky Kateřiny. Ve třinácti letech nastoupil do učení ke známému puškařskému mistru Mathiasi Nowotnému (1805–1857) ve Vídni (pozdější firma Springer). Učební dobu skončil v lednu roku 1844. Po tovaryšské službě obdržel roku 1848 výuční list, odešel zpět do Čech, stal se měšťanem ve Volyni, kde si založil vlastní dílnu jako městský puškař a dodavatel zbraní pro národní gardu. Garda však byla záhy po revolučních událostech v letech 1848–1849 rozpuštěna a Krnka začal mít existenční problémy. Svoji konstrukci zadovky s otočným záklopkovým závěrem předložil k vyzkoušení pražskému velitelství Polní dělostřelecké brigády v prosinci 1849, avšak zbraň byla zamítnuta.
Roku 1851 se přestěhoval do Prahy, rok a půl pracoval v dílně známého puškaře Antonína Vincence Lebedy ve Spálené ulici 1, potom ve firmě synovce Antonína Kehlnera (A. H. Kehlner Neffe), než byl povolán na vojnu. V letech 1854–1867 sloužil jako puškař u 10. pluku hulánů hraběte Clam-Gallase (des Graf Clam-Gallas 10. Uhlanen-Regiment), s nímž se stěhoval do Uher a Transylvánie, kde se roku 1857 ve Velkém Varadínu oženil se sedmnáctiletou Alžbětou Mannovou (1840-1902). Tam se jim narodil Karel, první ze tří synů a jediný pokračovatel v puškařském řemesle. S plukem rodina cestovala po celém území Rakousko–Uherska (syn Emanuel se narodil roku 1860 v Sárospataku), a do roku 1871 bydlela v ruském Petrohradě. Po celou vojenskou službu byl Sylvestr úspěšným konstruktérem zbraní. Zadovku a jednotný náboj jeho konstrukce zavedly v roce 1869 do výzbroje ruská carská armáda a Černá Hora. Pušky systému Krnka se později také dostaly do výzbroje bulharské a rumunské armády.
Na přelomu roku 1871 a 1872 se rodina vrátila z Petrohradu do Prahy, kde Sylvestr na Vinohradech zakoupil vilu; 11. listopadu 1876 se rodina se šesti dětmi přihlásila do Michle (tehdy vesnice za Prahou), kde si Sylvestr při domě čp. 57 zařídil puškařskou dílnu, brzy rozšířenou na továrnu. V Michli pracoval nejen na konstrukcích svých zadovek a tzv. zrychličích střelby, ale také zde vyráběl od roku 1883 na zakázku vozíky, poháněné lidskou silou. Zrychliče střelby, jež měly přechodně vyřešit problém rychlopalby jednoranových zadovek, neúspěšně nabízel ve Francii, v Belgii, v Německu a ve Švédsku. Během let 1887–1889 spolupracoval se svým synem Karlem Krnkou na konstrukcích opakovacích pušek. Snahy o jejich prosazení do výzbroje některých evropských armád však byly neúspěšné. Poslední významnou konstrukci Sylvestra Krnky představovala hydraulická tramvaj, prezentovaná na Národopisné výstavě českoslovanské v Praze roku 1895. Konstrukcemi zbraní se ze tří synů zabýval pouze nejstarší Karel Krnka (1858–1926).

## Vyznamenání
Dle náhrobku byl nositelem těchto vyznamenání:
- ruského rytířského Řádu sv. Stanislava,
- velké zlaté medaile Alexandra II. na stuze Řádu sv. Stanislava
- černohorského Řádu knížete Danila
- švédsko-norské zlaté čestné medaile s korunou a řádovou stuhou